# Cascais Challenger 1988
Il Cascais Challenger 1988 è stato un torneo di tennis facente parte della categoria ATP Challenger Series nell'ambito dell'ATP Challenger Series 1988. Il torneo si è giocato a Cascais in Portogallo dal 5 all'11 dicembre 1988 su campi in sintetico indoor.

## Vincitori

### Singolare
Eduardo Masso ha battuto in finale  Thomas Haldin che si è ritirato sul punteggio di 4-1

### Doppio
Ronnie Båthman /  Rikard Bergh hanno battuto in finale  Andrew Castle /  Menno Oosting con il punteggio di 3–6, 6–4, 6–4